# Allen Iverson
Allen Ezail Iverson (* 7. Juni 1975 in Hampton, Virginia) ist ein ehemaliger US-amerikanischer Basketballspieler, der von 1996 bis 2009 in der NBA aktiv war, die meiste Zeit davon bei den Philadelphia 76ers. Trotz einer vergleichsweise geringen Größe von 1,83 Metern gehört der schnelle und wendige Guard zu den besten Spielern der 2000er.
Während seiner Karriere wurde Iverson unter anderem elfmal NBA All-Star und sieben Mal ins All-NBA Team gewählt. In der Saison 2000/01 gelang ihm zusätzlich der Gewinn des Most Valuable Player Awards (MVP). Als dominanter Scorer führte Iverson die NBA zwischen 1995 und 2005 viermal in erzielten Punkten an. 2008 wurde er von ESPN in der Liste der besten Shooting Guards aller Zeiten auf Platz 5 gewählt. Im Jahr 2016 wurde Iversons Aufnahme in die Naismith Memorial Basketball Hall of Fame bekannt gegeben.

## Karriere

### Jugend und College
Iverson wurde als Sohn der damals 15-jährigen Ann Iverson in Hampton im US-Bundesstaat Virginia geboren und wuchs ohne Vater auf. Auf der Highschool spielte er für die Bethel Bruins neben Basketball auch Football als Quarterback und galt in beiden Sportarten als talentiert. Aufgrund einer Auseinandersetzung in einem Bowlingcenter, bei der Iverson beteiligt war und eine Person verletzt haben soll, musste er für vier Monate ins Gefängnis. Nach seiner Entlassung aus dem Gefängnis spielte er zwei Jahre für die Georgetown University in Washington, D.C. Nach seinem Sophomorejahr verkündete er seinen Wechsel in die nordamerikanische Profiliga NBA.

### NBA
Iverson wurde im NBA-Draft 1996 an erster Stelle von den Philadelphia 76ers ausgewählt. Bei den chronisch schwachen Sixers übernahm er sofort die Führungsrolle und erzielte 23,5 Punkte im Schnitt, womit er als Rookie of the Year ausgezeichnet und in das NBA All-Rookie First Team berufen wurde. In dieser Saison schaffte er es als einziger Rookie in der Geschichte der NBA, in fünf Spielen hintereinander 40 oder mehr Punkte zu erzielen. In der Saison 1998/99 führte er die Liga mit 26,8 Punkten pro Spiel an und qualifizierte sich auch erstmals mit den Sixers für die Playoffs. Aufgrund von Streitigkeiten mit Trainer Larry Brown versuchten die 76ers, Iverson zu transferieren. Ein Transfer zu den Detroit Pistons scheiterte 2000 an Matt Geiger.
2001 wurde er zum MVP der Saison gewählt, 2001 und 2005 zum MVP des All-Star Games. Er erreichte zudem mit den Sixers 2001 die NBA-Finals, wo man jedoch den Los Angeles Lakers unterlag. In den folgenden Jahren konnten die Sixers an dem Erfolg nicht mehr anknüpfen. Ab der Saison 2004/05 wechselte Iverson von der Position des Shooting Guards zurück auf die Point-Guard-Position, auf der er zuvor nur in seiner Rookie-Saison gespielt hatte. In der Saison 2005/06 spielte Iverson nach einigen eher enttäuschenden Jahren wieder stark auf und erzielte mit 33,0 Punkten pro Spiel den besten Punkteschnitt seiner Karriere. Zudem gab er im Schnitt knapp 8 Assists. Mit Andre Iguodala und Chris Webber hatte er nun zwei starke Mitspieler, trotzdem verpassten die Philadelphia 76ers die Playoffs.

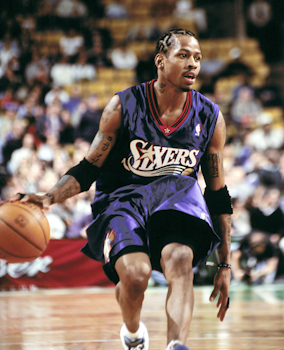
Iverson im Trikot der 76ers (2001)

Anfang Dezember 2006 gab Iverson bekannt, die Philadelphia 76ers verlassen zu wollen. Am 20. Dezember 2006 wurde Iverson zusammen mit Ivan McFarlin im Tausch gegen Andre Miller und Joe Smith sowie zwei zukünftige Erstrunden-Draft-Picks an die Denver Nuggets abgegeben.

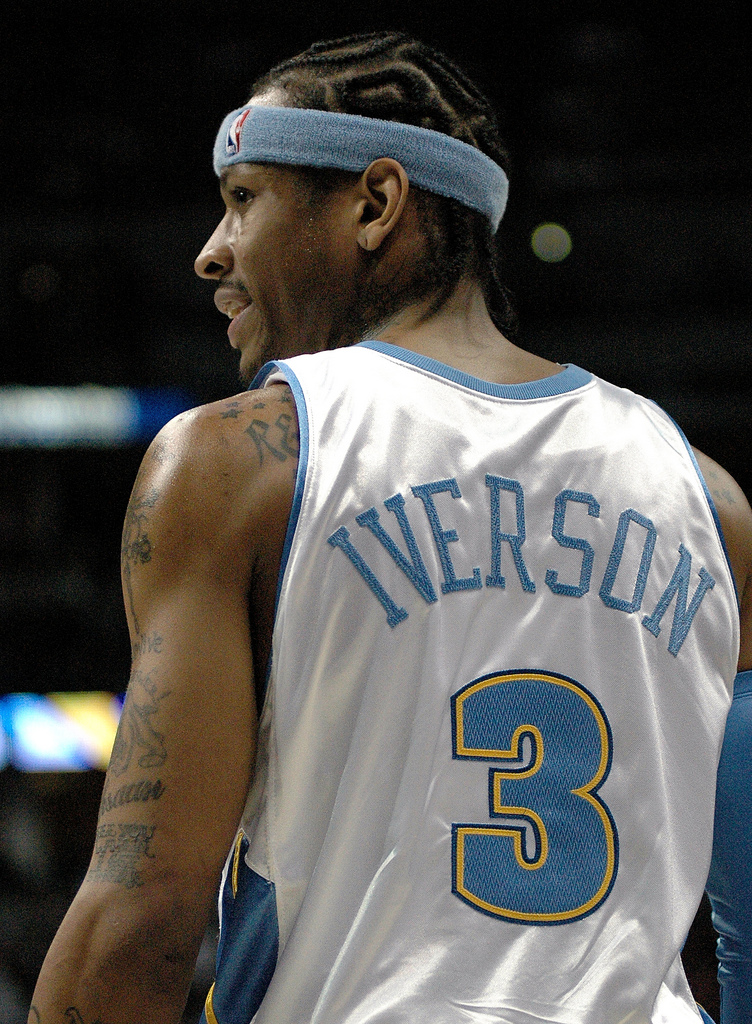
Iverson bei den Denver Nuggets (2007)

Am 3. November 2008 wurde bekannt, dass Iverson im Austausch gegen Chauncey Billups, Cheikh Samb und Antonio McDyess zu den Detroit Pistons getradet wurde. Die Nuggets verzichteten aber später auf Antonio McDyess. Gegen Ende der regulären Saison musste Iverson wegen eines anhaltenden Rückenleidens auf weitere Spiele verzichten und verkündete am 4. April 2009, dass er für den Rest der Spielzeit nicht zurückkehren würde. Iverson spielte 2009 für die Memphis Grizzlies, allerdings wurde der Vertrag nach wenigen Spielen unter beidseitigem Einverständnis aufgelöst.
Am 2. Dezember 2009 unterschrieb Iverson einen neuen Vertrag bei den Philadelphia 76ers und kehrte damit zu dem Verein zurück, mit dem ihm der Einstieg in die NBA gelang und mit dem er seine größten Erfolge feierte. Aufgrund einer schweren Erkrankung seiner Tochter beendet er am 2. März 2010 die Saison vorzeitig und konnte den 76ers nach einem schlechten Start in die Saison 2009/10 nicht mehr helfen, doch noch die Playoffs zu erreichen. In seiner NBA-Karriere erzielte Iverson insgesamt 24.368 Punkte und zählt in dieser Kategorie zu den Top 30 der erfolgreichsten NBA-Spieler (Stand: 2021).
Ab dem Oktober 2010 spielte Iverson für Beşiktaş Cola Turka aus Istanbul. Dort kam er jedoch nur auf zehn Einsätze. Im Januar 2011 flog Iverson für eine Unterschenkel-OP und anschließende Rehabilitation nach Atlanta, was für ihn das Saison-Aus bedeutete. Sein Vertrag bei Beşiktaş wurde nicht verlängert. Daraufhin hatte Iverson die Hoffnung auf eine letzte Chance in der NBA, doch mit den New York Knicks wurde er sich aufgrund der für ihn vorgesehenen Rolle im Team – Iverson sollte als Ersatzspieler agieren – nicht einig. Ein Engagement beim D-League-Klub Texas Legends lehnte Iverson ebenfalls ab.
Am 30. Oktober 2013, nachdem er zwei Jahre ohne Verein war, gab Iverson sein Karriereende bekannt. Während seiner Karriere erzielte Iverson durchschnittlich 26,7 Punkte pro Spiel, womit er zurzeit auf Platz 5, unter den nichtaktiven Spielern, in der NBA-Historie rangiert.
Insgesamt wurde Iverson 11 Mal ins All-Star-Team berufen. Zudem war er viermal der beste Scorer in der NBA. Im Jahr 2001 scheiterten die Sixers an den Los Angeles Lakers im Finale in fünf Spielen. 2004 holte er mit dem Nationalteam der USA Olympiabronze.
Am 1. März 2014, beim Spiel zwischen den Philadelphia 76ers und den Washington Wizards, wurde sein Trikot mit der Nummer 3 während der Halbzeitpause unter das Hallendach des Wells Fargo Centers gehängt. Seine Nummer wird damit bei den Sixers nie wieder vergeben.
Im Jahr 2016 wurde bekannt, dass Iverson in die Naismith Memorial Basketball Hall of Fame aufgenommen wird.

## Sonstiges
Legendär wurde eine Pressekonferenz aus dem Jahre 2002. Die 76ers waren gerade aus den Playoffs ausgeschieden, und Iverson wurde aufgrund seiner Trainingsfaulheit dafür hauptverantwortlich gemacht. Iverson antwortete zunächst mit „We're sitting here, I'm supposed to be the franchise player, and we're in here talking about practice“ und redete sich daraufhin in Rage. Die Phrase „talking about practice“ (deutsch: „reden über (das) Training“) benutzte er während seiner Wutrede mehr als 20-mal. Iverson nimmt es mit Humor und Selbstironie auf, dass er noch Jahre später mit dieser Rede in Verbindung gesetzt wird. Ein Beispiel dafür ist eine Pressekonferenz, die Iverson 2008 nach seinem Wechsel zu den Detroit Pistons gab. Bei dieser sagte Iverson, er würde alles tun, was der Coach ihm sagt, um die Pistons erfolgreich zu machen. Daraufhin fragte ihn der neben ihm sitzende Joe Dumars, ob er dafür auch trainieren würde. Iverson rümpfte zunächst die Nase, fing jedoch, wie alle Journalisten im Raum auch, an zu lachen.

## Auszeichnungen und Erfolge

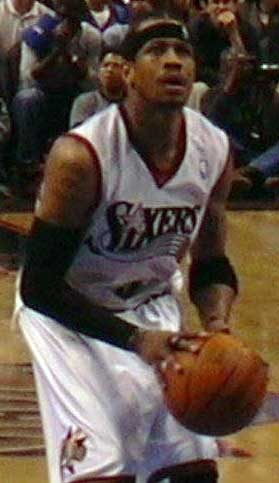
Iverson bei den 76ers (2003)

- NBA Most Valuable Player (MVP): 2001
- 7 × All-NBA Team
  - 3 × All-NBA First Team: 1999, 2001, 2005
  - 3 × All-NBA Second Team: 2000, 2002, 2003
  - 1 × All-NBA Third Team: 2006
- 11 × NBA All-Star: 2000–2010
  - 2 × NBA All-Star Game MVP: 2001, 2005
- NBA Rookie of the Year: 1997
- NBA All-Rookie First Team: 1997
  - NBA All-Star Rookie-Challenge MVP: 1997
- 4 × NBA Scoring Champion: 1999, 2001, 2002, 2005
- 3 × NBA Steal Leader: 2001, 2002, 2003
- Aufnahme in die Naismith Memorial Basketball Hall of Fame: 2016
- Aufnahme in das NBA 75th Anniversary Team
- Trikotnummer 3 wird von den Philadelphia 76ers nicht mehr vergeben

## NBA-Statistiken
| Legende | Legende                                        | Legende | Legende                                                     | Legende | Legende                                          |
| ------- | ---------------------------------------------- | ------- | ----------------------------------------------------------- | ------- | ------------------------------------------------ |
| GP      | Absolvierte Spiele (Games played)              | GS      | Spiele von Beginn an (Games started)                        | MPG     | Absolvierte Minuten pro Spiel (Minutes per game) |
| FG %    | Wurfquote aus dem Feld (Field-goal percentage) | 3P %    | Wurfquote Drei-Punkte-Würfe (3-point field-goal percentage) | FT %    | Freiwurfquote (Free-throw percentage)            |
| RPG     | Rebounds pro Spiel (Rebounds per game)         | APG     | Assists pro Spiel (Assists per game)                        | SPG     | Steals pro Spiel (Steals per game)               |
| BPG     | Blocks pro Spiel (Blocks per game)             | PPG     | Punkte pro Spiel (Points per game)                          | FETT    | Karriere-Bestmarke                               |

### Reguläre Saison
| Saison   | Team         | GP  | GS  | MPG   | FG % | 3P %  | FT % | RPG | APG | SPG | BPG | PPG  |
| -------- | ------------ | --- | --- | ----- | ---- | ----- | ---- | --- | --- | --- | --- | ---- |
| 1996–97  | Philadelphia | 76  | 74  | 40.1  | .416 | .341  | .702 | 4.1 | 7.5 | 2.1 | 0.3 | 23.5 |
| 1997–98  | Philadelphia | 80  | 80  | 39.4  | .461 | .298  | .729 | 3.7 | 6.2 | 2.2 | 0.3 | 22.0 |
| 1998–99  | Philadelphia | 48  | 48  | 41.5  | .412 | .291  | .751 | 4.9 | 4.6 | 2.3 | 0.1 | 26.8 |
| 1999–00  | Philadelphia | 70  | 70  | 40.8  | .421 | .341  | .713 | 3.8 | 4.7 | 2.1 | 0.1 | 28.4 |
| 2000–01  | Philadelphia | 71  | 71  | 42.0  | .420 | .320  | .814 | 3.8 | 4.6 | 2.5 | 0.3 | 31.1 |
| 2001–02  | Philadelphia | 60  | 59  | 43.7  | .398 | .291  | .812 | 4.5 | 5.5 | 2.8 | 0.2 | 31.4 |
| 2002–03  | Philadelphia | 82  | 82  | 42.5  | .414 | .277  | .774 | 4.2 | 5.5 | 2.7 | 0.2 | 27.6 |
| 2003–04  | Philadelphia | 48  | 47  | 42.5  | .387 | .286  | .745 | 3.7 | 6.8 | 2.4 | 0.1 | 26.4 |
| 2004–05  | Philadelphia | 75  | 75  | 42.3  | .424 | .308  | .835 | 4.0 | 7.9 | 2.4 | 0.1 | 30.7 |
| 2005–06  | Philadelphia | 72  | 72  | 43.1  | .447 | .323  | .814 | 3.2 | 7.4 | 1.9 | 0.1 | 33.0 |
| 2006–07  | Philadelphia | 15  | 15  | 42.7  | .413 | .226  | .885 | 2.7 | 7.3 | 2.2 | 0.1 | 31.2 |
| 2006–07  | Denver       | 50  | 49  | 42.4  | .454 | .347  | .759 | 3.0 | 7.2 | 1.8 | 0.2 | 24.8 |
| 2007–08  | Denver       | 82  | 82  | 41.8* | .458 | .345  | .809 | 3.0 | 7.1 | 2.0 | 0.1 | 26.4 |
| 2008–09  | Denver       | 3   | 3   | 41.0  | .450 | .250  | .720 | 2.7 | 6.7 | 1.0 | 0.3 | 18.7 |
| 2008–09  | Detroit      | 54  | 50  | 36.5  | .416 | .286  | .786 | 3.1 | 4.9 | 1.6 | 0.1 | 17.4 |
| 2009–10  | Memphis      | 3   | 0   | 22.3  | .577 | 1.000 | .500 | 1.3 | 3.7 | 0.3 | 0.0 | 12.3 |
| 2009–10  | Philadelphia | 25  | 24  | 31.9  | .417 | .333  | .824 | 3.0 | 4.1 | 0.7 | 0.1 | 13.9 |
| Gesamt   | Gesamt       | 914 | 901 | 41.1  | .425 | .313  | .780 | 3.7 | 6.2 | 2.2 | 0.2 | 26.7 |
| All-Star | All-Star     | 9   | 9   | 26.6  | .414 | .667  | .769 | 2.6 | 6.2 | 2.3 | 0.1 | 14.4 |

### Play-offs
| Saison  | Team         | GP | GS | MPG  | FG % | 3P % | FT % | RPG | APG  | SPG | BPG | PPG  |
| ------- | ------------ | -- | -- | ---- | ---- | ---- | ---- | --- | ---- | --- | --- | ---- |
| 1998–99 | Philadelphia | 8  | 8  | 44.8 | .411 | .283 | .712 | 4.1 | 4.9  | 2.5 | 0.3 | 28.5 |
| 1999–00 | Philadelphia | 10 | 10 | 44.4 | .384 | .308 | .739 | 4.0 | 4.5  | 1.2 | 0.1 | 26.2 |
| 2000–01 | Philadelphia | 22 | 22 | 46.2 | .389 | .338 | .774 | 4.7 | 6.1  | 2.4 | 0.3 | 32.9 |
| 2001–02 | Philadelphia | 5  | 5  | 41.8 | .381 | .333 | .810 | 3.6 | 4.2  | 2.6 | 0.0 | 30.0 |
| 2002–03 | Philadelphia | 12 | 12 | 46.4 | .416 | .345 | .737 | 4.3 | 7.4  | 2.4 | 0.1 | 31.7 |
| 2004–05 | Philadelphia | 5  | 5  | 47.6 | .468 | .414 | .897 | 2.2 | 10.0 | 2.0 | 0.4 | 31.2 |
| 2006–07 | Denver       | 5  | 5  | 44.6 | .368 | .294 | .806 | .6  | 5.8  | 1.4 | 0.0 | 22.8 |
| 2007–08 | Denver       | 4  | 4  | 39.5 | .434 | .214 | .697 | 3.0 | 4.5  | 1.0 | 0.3 | 24.5 |
| Gesamt  | Gesamt       | 71 | 71 | 45.1 | .401 | .327 | .764 | 3.8 | 6.0  | 2.1 | 0.2 | 29.7 |